# Receptor superheterodí

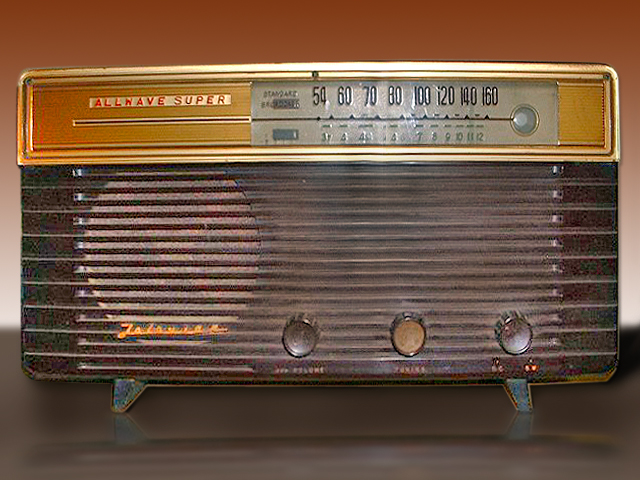
Receptor superheterodí amb cinc tubs - Japó (1955).

En electrònica, un  receptor superheterodí  és un receptor d'ones de ràdio, que utilitza un procés de mescla de freqüència o heterodinació per a convertir un senyal rebut a una freqüència intermèdia fixa, que pot ser més convenientment elaborada (filtrada) que la freqüència de ràdio de la portadora original. Pràcticament tots els receptors moderns de ràdio i televisió utilitzen el principi superheterodí.

## Característiques
El receptor superheterodí  duu a terme gairebé tota l'amplificació del senyal de radiofreqüència utilitzant una freqüència fixa anomenada Freqüència intermèdia, o FI, de manera que s'aconsegueixen ajustos més precisos en els circuits i s'aprofita tot el que pot donar el component utilitzat (vàlvula termoiònica, transistor o circuit integrat). Va ser inventat per Edwin Howard Armstrong, inventor també del circuit regeneratiu, del receptor superregeneratiu i de la radiodifusió de freqüència modulada (FM).

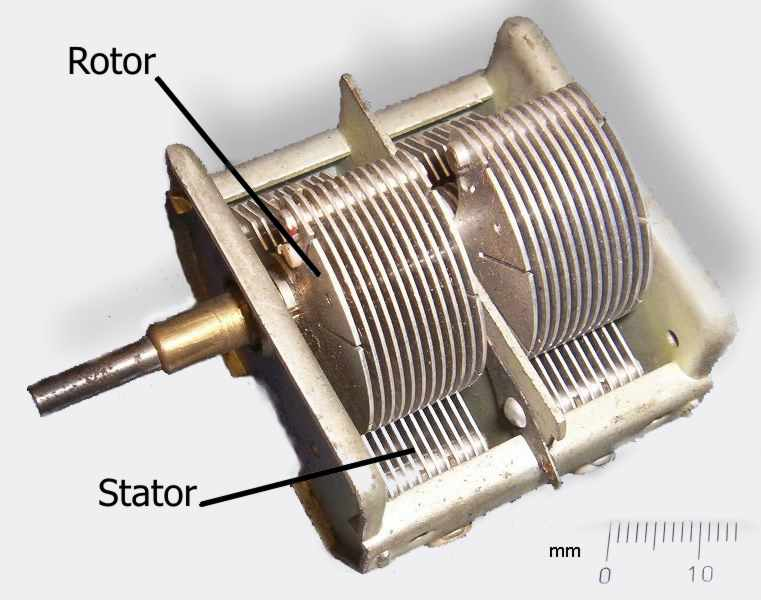
Condensador variable doble utilitzat en els receptors superheterodins.

En els receptors domèstics d'Ona mitjana (AM), la freqüència intermèdia és de 455 o 470 kHz, en els receptors de freqüència modulada (FM), en general és de 10,7 MHz.
Els receptors superheterodins barregen o heterodinen una freqüència generada en un oscil·lador local VFO (Floc), contingut en el receptor, amb el senyal entrant en antena (Fant ).
D'aquesta heterodinació resulten dues freqüències: una superior (Fant+Floc) i una altra inferior (Fant - Floc) a la freqüència entrant. Una d'elles, normalment la inferior, és elegida com a FI (freqüència intermèdia), filtrada amb un filtre passaalt factor Q, amplificada i posteriorment detectada o demodulada per obtenir l'audiofreqüència que se sentirà, després de ser convenientment amplificada, a través d'un altaveu.
L'usuari sintonitza el receptor mitjançant l'ajust de la freqüència de l'oscil·lador local VFO (Floc) i la sintonització dels senyals entrants (Fant).
En la majoria dels receptors aquests ajustaments es realitzen de forma simultània, actuant sobre un condensador variable amb dues seccions en tàndem, és a dir, acoblades en el mateix eix. Una de les seccions d'aquest condensador forma part del circuit oscil·lador local i l'altra del circuit de sintonia del senyal entrant, de tal manera que quan es varia la freqüència sintonitzada a l'entrada, es varia també la freqüència de l'oscil·lador local, mantenint constant la diferència entre ambdues, que és la Freqüència intermèdia) (FI).
Actualment, gairebé tots els receptors utilitzen aquest mètode. El diagrama següent mostra els elements bàsics d'un receptor superheterodí de conversió simple.
A la pràctica no tots els dissenys tindran tots els elements d'aquest esquema, ni aquest cobreix la complexitat d'altres, però els elements essencials de: un oscil·lador local, un mesclador seguit per un filtre i un amplificador de FI, són comuns a tots els receptors superheterodins

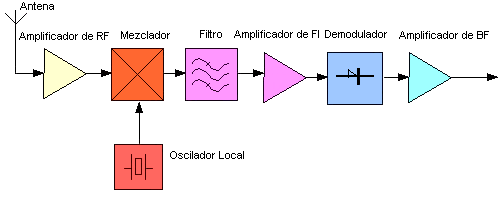
Diagrama d'un receptor superheterodí típic

- En el receptor superheterodí el filtre/amplificador de rf (radiofreqüència) aïlla el senyal que desitgem rebre de la resta dels senyals que arriben a l'antena. Aquest filtre passabanda és genèric, pel que té poca selectivitat en freqüència.
- El mesclador recorre l'espectre en freqüència del senyal filtrat, centrant-lo al voltant de la freqüència intermèdia (fi).
- Per desplaçar l'espectre, el mesclador utilitza la component de conversió ascendent o descendent, segons convingui.
- El filtre de freqüència intermèdia aïlla perfectament el senyal a detectar, ja que és un filtre d'alta selectivitat en freqüència.
- El detector demodula el senyal de freqüència intermèdia (és a dir, recupera l'espectre del senyal original) i l'amplificador li dona al senyal de sortida el guany que necessita.

## Prestacions
La major part del trajecte del senyal de ràdio ha de tenir bona resposta només a una estreta gamma de freqüències. Només la part anterior a l'etapa conversora (la compresa entre l'antena i el mesclador) ha de tenir bona resposta a una gamma àmplia de freqüències.
Com a exemple, l'etapa d'entrada d'un receptor d'AM podria necessitar ser eficient en una gamma d'1 a 30 MHz, mentre que la resta del receptor només necessitaria una resposta correcta a la FI, és a dir a 460 o 470 kHz segons els casos. Un altre avantatge és que s'eviten els enllaços indeguts entre passos per capacitats paràsites generades per cables i pistes de circuit imprès, en usar una freqüència constant.

## Superheterodins de doble conversió
De vegades, per superar inconvenients com ara el fenomen denominat  freqüència imatge  o  resposta imatge , s'utilitza més d'una FI. En aquests casos, la primera part del receptor hauria de ser sensible a una banda d'1 a 30 MHz, com en el cas anterior, la següent etapa a 5 MHz (1a FI) i la darrera a 50 kHz (2a FI). S'utilitzen dos convertidors i al receptor així dissenyat se l'anomena  superheterodí de doble conversió . Sovint es tria com a primera freqüència intermèdia 10,7 MHz, i com a segona 455 kHz. Per obtenir 455 kHz des dels 10.7 MHz es barreja la primera FI amb un senyal provinent d'un oscil·lador local fix a 10.245 MHz. Aquesta freqüència sol venir fixada per un cristall de quars per a més estabilitat.
Hi ha, a més, superheterodins de triple i quàdruple conversió.

## Avantatges sobre sistemes anteriors
Els receptors de  radiofreqüència sintonitzada , anteriors al superheterodí, patien d'una falta d'estabilitat de freqüència i d'una molt pobra selectivitat, ja que, fins i tot utilitzant filtres amb un alt factor Q, tenien una amplada de banda massa gran en la gamma de les radiofreqüències.
Els receptors superheterodins tenen unes característiques superiors, tant en selectivitat com a estabilitat de freqüència. És molt més fàcil estabilitzar un oscil·lador que un filtre, especialment amb la moderna tecnologia de sintetitzadors de freqüència, i els filtres de FI poden tenir una banda de pas molt més estreta per a un mateix factor Q que un filtre equivalent per RF (radiofreqüència). Una FI fixa, permet l'ús de filtres de cristall en dissenys molt crítics com ara els receptors de radiotelèfons, els quals han de tenir una selectivitat extremadament alta.

## Transmissors superheterodins
La tecnologia superheterodina també s'aplica als transmissors de ràdio. El disseny d'un transmissor superheterodí és similar al del receptor, només que les etapes del senyal estan disposades en un camí invers.

## Futur
La propera evolució de disseny del superheterodí, és l'arquitectura de ràdio definida per programari, on el processament de la FI després del filtre inicial de FI, és executat per programari.